# Stargate (film)
Stargate (noto in Italia anche come Stargate - La porta delle stelle) è un film del 1994 diretto da Roland Emmerich, scritto da quest'ultimo insieme a Dean Devlin e con protagonisti Kurt Russell e James Spader.
Ha avuto un buon successo incassando 196 milioni di dollari contro i 55 milioni di budget e vincendo alcuni premi, tra cui un Saturn Award come miglior film di fantascienza. Il film ha dato origine a un franchise che comprende tre serie televisive live action, una serie animata e due film direct-to-video.

## Trama
(Dr. Daniel Jackson)
Nell'anno 8000 a.C., una notte, un'astronave dalla forme piramidale atterra nei pressi dell'accampamento di una tribù di cavernicoli, i quali, impauriti, si nascondono tutti tranne un giovane sciamano, che viene risucchiato dall'astronave con un raggio luminoso.
Nel 1928, in Egitto, durante alcuni scavi archeologici nella piana di Giza guidati dal ricercatore statunitense Robert Langford, affiora un enorme coperchio di pietra e, sotto di esso, un grande anello che porta incisi quelli che vengono identificati come geroglifici. La figlia di Langford, Catherine, di 9 anni, già appassionata lettrice di geroglifici, ruba un amuleto dorato raffigurante l'occhio di Ra, trovato tra i vari reperti. Tutto il materiale è trasferito negli Stati Uniti, per essere sottoposto ad accurate analisi.
Nel 1994 le ricerche continuano sotto la supervisione dei militari. A capo dell'équipe di scienziati c'è proprio la dottoressa Catherine Langford, che decide di chiedere la collaborazione del giovane studioso di geroglifici e lingue antiche Daniel Jackson, interessata alle sue bizzarre teorie sull'origine delle piramidi, che ritiene precedenti alla civiltà egizia. Nel frattempo il generale West richiama in servizio il colonnello Jonathan "Jack" O'Neill, in congedo da quasi due anni a causa di una grave depressione, iniziata dopo la tragica morte del figlio, che si sparò accidentalmente con la sua pistola. A O'Neill viene assegnato il comando militare delle ricerche.
Jackson arriva alla base e gli viene mostrato il coperchio di pietra che copriva l'anello, ma non viene messo al corrente dell'esistenza di quest'ultimo, che si è scoperto essere realizzato in un minerale sconosciuto sulla Terra. Sul coperchio c'è un cartiglio con alcuni geroglifici, che gli scienziati hanno tradotto commettendo diversi errori; Jackson esegue la traduzione corretta e l'ultima parola della frase risulta essere Stargate, cioè "porta delle stelle".

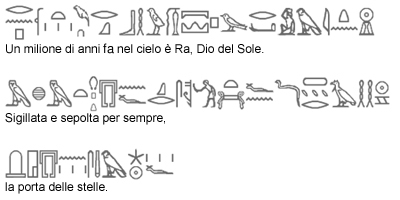
Coperchio di pietra

Jackson rimane sbalordito quando O'Neill gli rivela che, a seguito dell'esame al carbonio, il coperchio risulta essere vecchio di circa 10.000 anni, risalendo quindi a molto prima della nascita non solo della civiltà egizia ma anche della scrittura stessa. Rimangono da decifrare i sette strani simboli sotto il cartiglio, che non sembrano essere normali geroglifici. Una sera, passando davanti a una guardia che sta leggendo un giornale, Jackson nota su di esso un servizio sulla costellazione di Orione e gli viene un'illuminazione, quindi strappa di mano alla guardia la pagina di giornale, si dirige verso il coperchio di pietra e si accorge che, come aveva intuito, uno dei simboli sotto il cartiglio corrisponde alla costellazione. Espone così a Catherine, al generale West, al colonnello O'Neill, agli altri esperti e ai superiori la sua scoperta: i primi sei simboli rappresentano delle costellazioni, che corrispondono a sei coordinate spaziali che identificano la posizione di un pianeta, mentre il settimo rappresenta il punto di partenza per raggiungere tale pianeta lungo una traiettoria. I sette punti chiave sono: .
A questo punto il generale West decide di rivelare l'esistenza dell'anello, che si è ormai compreso essere proprio uno Stargate, cioè un dispositivo in grado di mettere in comunicazione istantanea parti lontanissime dell'universo. Gli stessi simboli del cartiglio sono presenti sull'anello rotante dello Stargate, insieme a molti altri. Il personale della base aveva già effettuato dei tentativi con lo Stargate inserendo semplicemente i primi sei simboli presenti sul cartiglio, senza però conoscerne il significato, ma nessuno era mai riuscito a ricostruire l'intera sequenza di attivazione del portale, in quanto mancava il settimo simbolo. Jackson riesce a individuarlo nella parte sottostante il cartiglio, al di fuori di esso. Lo Stargate viene quindi attivato.

Il simbolo che rappresenta il punto di origine della Terra.

Lo Stato Maggiore dell'esercito decide di formare una squadra di esperti, comandata da O'Neill, e di farli passare attraverso lo Stargate, pensando che ciò li condurrà alle coordinate stellari scoperte da Jackson, che identificano un pianeta nella Galassia di Kalian, fuori dalla Via Lattea. L'attivazione computerizzata dello Stargate permette di seguire sia l'attivazione del tunnel (sui monitor), sia il viaggio attraverso di esso (su un plotter). Inizialmente viene mandata una sonda sperimentale, che parte dalla Terra per il pianeta alieno e, una volta giunta a destinazione, invia delle foto che mostrano un altro Stargate con altri simboli.
Prima che la squadra parta, Catherine consegna a Jackson l'amuleto che trovò a Giza nel 1928, augurandogli che gli porti fortuna.
Il gruppo deve solamente svolgere attività di ricerca, ma O'Neill ha l'ordine segreto di distruggere lo Stargate del pianeta alieno con una bomba atomica, che porta con sé di nascosto, nel caso in cui sul pianeta fosse presente un pericolo per l'umanità. La squadra attraversa il portale, viaggia attraverso un tunnel spazio-temporale e giunge su un arido pianeta, in una piana sabbiosa, dominata da una gigantesca piramide e abitata da una popolazione primitiva che lavora in una miniera a cielo aperto in cui estrae lo stesso minerale di cui è fatto lo Stargate.
Dopo alcune difficoltà, Jackson riesce a comunicare con la popolazione indigena, scoprendo che si tratta di umani deportati su quel lontano pianeta da un'entità che si fa chiamare Ra e che li sfrutta come schiavi.

Il simbolo che rappresenta il punto di origine del pianeta Abydos.

Questa popolazione adora Ra come un Dio e tiene appeso al centro del villaggio un grosso disco d'oro con la rappresentazione dell'Occhio di Ra. Mentre il gruppo di militari stringe amicizia con i nativi, Ra arriva su un'astronave a forma di piramide cava, usando la piramide di pietra nella piana deserta come piattaforma d'atterraggio.
Si scopre quindi che Ra in realtà non è un Dio, ma un alieno membro di una specie che era già altamente evoluta ed in via di estinzione quando l'umanità era ancora agli inizi della sua esistenza, che visitò la Terra circa 10.000 anni prima. Ra fuggì dal suo mondo morente e viaggiò per le galassie, cercando di ottenere l'immortalità, fino a quando approdò sulla Terra, scoprì la nascente razza umana e capì che, grazie ai suoi poteri e alla sua tecnologia, poteva far vivere gli esseri umani in eterno. Prese quindi possesso del corpo di un giovane abitante di un villaggio di capanne nel Nordafrica e da allora si mantenne in vita in uno stato di eterna giovinezza, utilizzando un dispositivo simile ad un sarcofago altamente tecnologico per rigenerare i tessuti del proprio corpo ospite. Stabilitosi nella zona che sarebbe poi diventata l'Egitto, fece costruire lo Stargate e lo usò per trasferire una parte del popolo degli uomini sul suo pianeta, dove li impiegò per scavare nelle miniere ed ottenere il materiale principale per la sua tecnologia. In seguito sulla Terra scoppiò una rivolta; Ra riuscì a fuggire tornando sull'altro pianeta, dove impedì agli umani che vi aveva deportato di avere accesso alla scrittura, in modo che non potessero sapere la verità di ciò che accadde in passato.
Daniel scopre tutto questo leggendo alcune iscrizioni in una grotta insieme alla giovane Sha'uri, che poi lo comunica al popolo del pianeta, spingendolo alla rivolta.
I militari terrestri sono aggrediti e catturati dalle guardie di Ra e dovrebbero essere giustiziati in pubblico, ma durante la cerimonia il popolo insorge dando ai protagonisti la possibilità di scappare. O'Neill tenta di introdursi nella piramide con un gruppo di ragazzi del villaggio, stanchi della schiavitù imposta da Ra. L'attacco ha esito positivo, tuttavia Sha'uri rimane uccisa da una delle guardie di Ra. Daniel uccide la guardia e tramite il sistema di anelli trasportatori si reca dentro l'astronave di Ra per mettere Sha'uri nel sarcofago, in modo da farla tornare in vita. Fuori dalla piramide i militari Louis Ferretti e Charles Kawalsky, insieme ai ragazzi di Abydos, combattono contro le navicelle siluranti inviate da Ra, che in poco tempo li sopraffanno. Nel frattempo O'Neill viene aggredito da Anubis, il comandante delle guardie di Ra.
Sha'uri torna in vita, ancora in stato di incoscienza, ed in quel momento Daniel viene aggredito da Ra, che cerca di eliminarlo con un guanto che uccide le persone con cui viene a contatto. O'Neill riesce a sopraffare Anubis, facendolo rimanere decapitato dagli anelli trasportatori, e inconsapevolmente salva Daniel, che stava per essere ucciso da Ra proprio sulla postazione degli anelli. In un momento di distrazione da parte di Ra, Daniel gli strappa via dal collo il medaglione di Catherine, che Ra gli aveva precedentemente sottratto, e trattiene la mano con il guanto mortale nel momento stesso in cui gli anelli si attivano. Questo, essendo gli anelli un mezzo di trasporto a doppio senso, provoca la mutilazione della mano di Ra e contemporaneamente trasporta a bordo la testa di Anubis.
Un attimo prima di essere giustiziati, Kawalsky, Ferretti e i ragazzi vengono salvati dagli abitanti del villaggio che, dopo aver capito la verità su Ra, insorgono contro di lui. Ra, dolorante per la mutilazione appena subita e avendo capito di aver perso il controllo del pianeta, decolla con la sua astronave verso lo spazio. O'Neill, dopo aver fatto rinvenire Daniel e Sha'uri, si accorge che la bomba atomica posta davanti allo Stargate, che Ra voleva inviare sulla Terra per distruggerla e che O'Neill aveva attivato in quanto voleva uccidersi, è stata manomessa e non può essere disattivata, e per di più mancano pochi secondi all'esplosione. Dopo un'occhiata d'intesa tra O'Neill e Jackson, la bomba viene inviata negli anelli trasportatori e Ra finisce vittima dell'esplosione, che distrugge lui e l'astronave in orbita.
Dopo aver liberato il pianeta dalla tirannia di Ra ed essere stati acclamati come eroi dal popolo locale, i superstiti della squadra sono pronti al viaggio di ritorno, ma Daniel rimane sul pianeta perché si è innamorato di Sha'uri ed ha promesso di sposarla. Daniel consegna il ciondolo con l'Occhio di Ra a O'Neill, dicendogli di portarlo a Catherine e dirle che gli ha portato fortuna, quindi i militari attraversano lo Stargate e ritornano sulla Terra.

## Produzione
Il film è stato realizzato in diverse località Californiane;
- per l'ambiente desertico:
- Buttercup Dunes, nella Contea di Imperial;
- Yuma;
- Long Beach.

- presso varie strutture come:
- l'anfiteatro Queen Mary Dome a Long Beach, per le scene della base militare;
- il Park Plaza Hotel e nel suo Ballroom di Los Angeles, per le scene inerenti alla conferenza di Daniel Jackson.

## Accoglienza

### Critica
Stargate ha generalmente ricevuto recensioni e giudizi discordi. Su Rotten Tomatoes detiene il voto di 54% di critica positiva.
Le recensioni positive, come quella di Stephen Farber, lodano il film per gli effetti speciali e per la capacità d'intrattenimento. Chris Hicks della Deseret News definì affettuosamente il film come "un incrocio tra Guerre stellari e Ben-Hur".
Contrariamente, altri critici hanno bocciato il film per l'uso eccessivo degli effetti speciali, per l'esilità della storia e dei personaggi e per i numerosi cliché, come il critico Roger Ebert, che diede al film il voto di 1 stella su 4 scrivendo: "Il film Ed Wood, riguardo al peggior regista di tutti i tempi, è stato fatto per prepararci a Stargate" e mantenne per oltre dieci anni Stargate nella sua lista di film più odiati. Mike DiBella della AllMovie scrisse: "Semplicemente non c'è abbastanza fascino in Stargate per compensare i suoi numerosi difetti." Scott McKenzie della DVDactive recensì il film scrivendo: "È un vero peccato perché il mondo creato intorno a Stargate è avvincente e dettagliato. È quasi abbastanza da farmi venir voglia di guardare la serie TV, ma non del tutto."

## Sequel
Nei piani di Emmerich e Devlin, Stargate era solo il primo di una trilogia di film di fantascienza, che però non fu mai realizzata; anche Russel e Spader si dichiararono disponibili a girare i due restanti film. Devlin non si è mai arreso, e in un'intervista a GateWorld.net e al Comic-Con 2006, 12 anni dopo il film, ha ribadito l'intenzione di girare la trilogia. Ma i diritti su Stargate sono in mano alla Metro-Goldwyn-Mayer, che non ha intenzione di autorizzare la realizzazione della trilogia, concetto ribadito anche da Brad Wright in un'intervista a GateWorld.net".
Dagli appunti di Emmerich e Devlin riguardo ai sequel di Stargate, lo scrittore Bill McCay ha scritto una serie di romanzi basandosi sulle idee dei due sceneggiatori. Tale serie di romanzi non è considerata interna al canone di Stargate.
Dal titolo del cinema è stata creata la serie televisiva Stargate SG-1 e dopo questa gli altri spin-off, Stargate Atlantis e Stargate Universe. Per completare il primo telefilm sono stati realizzati due film direct-to-video: Stargate: L'arca della verità e Stargate: Continuum.